# Museo Arqueológico de Septemvri
El Museo Arqueológico de Septemvri es un museo que está situado en la ciudad de Septemvri, en Bulgaria. 

## Origen
Tras el descubrimiento en 1987 de los restos arqueológicos de la antigua ciudad de Pistiro, un emporio fundado por colonos griegos que procedían de la costa del mar Negro, la necesidad de conservar y organizar los hallazgos arqueológicos de este yacimiento llevó a la creación del museo arqueológico, que fue inaugurado en 1995 y es el único de este tipo de la región de Pazardzhik.
En 2005, el museo se trasladó a un nuevo edificio y se le dio el nombre de Mieczyslaw Domaradzki, en honor del arqueólogo polaco que descubrió los restos de la ciudad de Pistiro.

## Colección

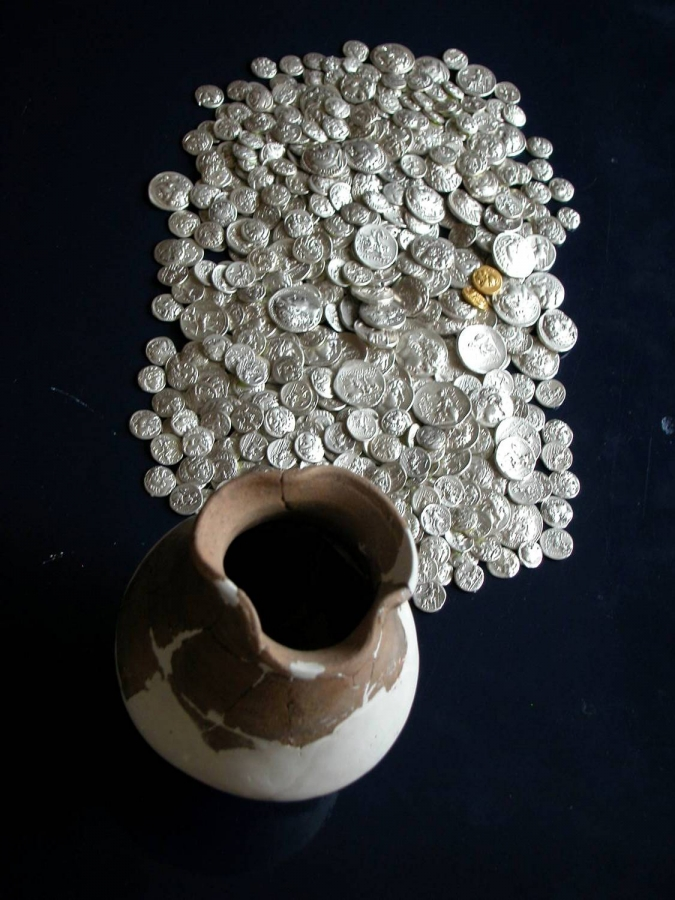
Algunas de las monedas halladas en Pistiro.

El museo contiene una colección de objetos que proceden principalmente de las excavaciones de la antigua ciudad de Pistiro. La exposición permanente está dividida en varias secciones temáticas que incluyen contactos comerciales, artesanía, urbanismo, arquitectura, vida cotidiana y creencias religiosas.
Entre las piezas más destacadas figura la «inscripción de Pistiro», que se considera la más antigua emitida por un gobernante tracio, las monedas, las inscripciones de sellos, moldes para la producción de bronce y las piezas de cerámica.